# Kersal
Kersal – osada w Anglii, w hrabstwie Wielki Manchester, w dystrykcie metropolitalnym Salford. W 2011 miejscowość liczyła 12 694 mieszkańców.